# Владимир Шашкијевић
Владимир Шашкијевић (мађ. Wladimir Szaszkiewicz; Рајево Село, 2. април 1895 — Минерва, 22. новембар 1963) био је војно лице у морнарици Аустроугарске, Краљевине СХС и Југославије, и други и последњи југословенски командант разарача Дубровник.

## Биографија
Рођен је 2. априла 1895. у Рајевом Селу у тадашњој Аустроугарској. Након пар година основне школе је у 9 година послат у војну академију у Ајзенштату. Нешто касније је 1908. приступио Краљевској поморској школи у Аустрији, где је 1912. завршио првостепено образовање. Две године касније је завршио и другостепено образовање, па је 1914. стекао звање инжењера специјалисте за радио телеграфију. Тог лета је био распоређен као поручник у Краљевској морнарици Аустро-Угарске.
Током Првог светског рата је имао чин млађег официра, а 1918. је одлучио да приступи новоформираној Југословенској морнарици са седиштем у Загребу. Почетком 1919. је патролирао на мањем броду који је пловио на Дунаву, а априла исте године је именован за заменика шефа генералштаба Југословенске морнарице у Јадранском мору. Оженио се 1922. Смиљком Караматом, чији је деда био министар финансија у Српској Војводини за време Мађарскe револуција 1848.
Од октобра 1926. до јуна 1929. је служио као професор и инструктор на Краљевској поморској академији, где је предавао поморске тактике и био надзорник Поморског кадетског одељења. Од 1929. до 1935. је неколико пута био унапређиван, и налазио се на разним командним положајима. Командант разарача Дубровник је постао 3. новембра 1933, заменивши претходног команданта Армина Павића. На том положају је био члан посаде која је са краљем Александром I Карађорђевићем 1934. отишла на службени пут у Француску, где је у Марсељу на краља извршен атентат. Шашкијевић је командовао бродом и по повратку краљевог тела у Југославију, после чега је он био сахрањен на Опленцу.

## Други светски рат
Током 1941. је као командант био стациониран у Боки Которској. Убрзо по избијању Априлског рата је био ухапшен од стране НДХ, и под оптужбом за злочине над хрватским народом је од маја до новембра 1941. био у затвору. Према писању једних америчких новина, пре хапшења је покушан неуспели атентат на њега, а додатне оптужбе су изнели и партизани који су тада контролисали ту област. По тим новинана, партизани су га оптужили да је отпустио неколико цивилна запослених у морнарици који су растурали комунистичку литературу, и ширили нереде међу радничком класом. Суђење му је одржано новембра 1941, и суд га је прогласио невиним и пустио на слободу. По изласку из затвора је отишао у Београд који је тада био под немачком окупацијом, а две године касније се придружио у помагању јединицама Дража Михаиловића.

## Емиграција
Нешто пре краја рата су га југословенски Партизани заробили и осудили на смрт. Шашкијевић је успео да 1945. побегне из затвора и емигрира у Бари у Италији. Из Италије је отишао у Египат, где је кратко време радио у британској морнарици, а априла 1951. напослетку долази у Њујорк са статусом расељеног лица. Месец дана касније одлази у Кливленд у коме су раније отишли неки његови познаници, а јануара 1952. се запошљава у Kolcast Industries. После дужег времена раздвајања од жене, ћерке и сина, током наредних година је успео да их пребаци у САД. Супругу Смиљку је 1957. довео у Америку код себе, сина Михаила 1959, и напослетку ћерку Софију 1960. Последњих 10 година живота је провео у Минерви у савезној држави Охајо, на Источној Линколновој улици број 715 (енгл. E. Lincoln Way), радећи за T.R. Metals Division (ранији Kolcast industries). После дуже болести је преминуо 22. новембра 1963. у 68 година, на сам дан атентата на Џона Кенедија. Супруга, ћерка и син су га надживели, а његово тело је пребачено у Беч, где је сахрањен по обичајима Српске православне цркве.
Ћерка Софија му је преминула 4. јуна 2015. са 92 година у Оуквуд вилиџу у Медисону, главном граду савезне државе Висконсин. Син Михаило је написао књигу Последње путовање краља Александра I Карађорђевића, у коме између осталог он потврђује поједине наводе да је краљ Александар био смртно болестан од рака стомака пред полазак у Марсељ.

## Одликовања
- Аустроугарска: 4 одликовања за изванредну службу.[1]
- Краљевина Југославија: два Ордена Круне, Орден Белог орла.[1][2]
- Краљевина Италија: Орден Италијанске Круне.[2]
- Трећа Француска република: 1935 - Орден легије части (витез), 1940 - Орден легије части (официр).[2]